# Tăng Bố
Tăng Bố (chữ Hán: 曾布, 1036-1107) là thừa tướng nhà Bắc Tống trong lịch sử Trung Quốc.

## Sự nghiệp

### Thăng tiến
Tăng Bố tự là Tử Tuyên, người Nam Phong, Kiến Xương. Năm 13 tuổi (1048), ông mồ côi cả cha lẫn mẹ, học cùng anh là Tăng Củng.
Trong niên hiệu Gia Hựu (1056-1063) thời Tống Nhân Tông, cả hai anh em ông đi thi và cùng đỗ tiến sĩ, được bổ nhiệm làm Huyện lệnh.
Tống Thần Tông lên ngôi (1063), ông được bổ nhiệm làm Tập hiền hiệu lý. Do tích cực ủng hộ biến pháp của thừa tướng Vương An Thạch, ông được Vương An Thạch tín nhiệm và cử cùng Lã Huệ Khanh nghiên cứu, đề xuất các biến pháp về Thanh Miêu, Trợ Dịch, Bảo Giáp, Nông Điền thủy lợi nhằm hỗ trợ cho chính sách của Vương.
Nhờ đóng góp cho những công việc này, Tăng Bố được thăng làm Hàn lâm học sĩ kiêm Tam tư sứ.
Năm 1076, do phản đối chính sách Thị dịch nên mâu thuẫn với Vương An Thạch, thêm vào đó Tăng Bố lại làm trái ý Lã Huệ Khanh nên ông bị mất chức, bị điều đi làm huyện lệnh tại các châu như Nhiêu Châu (nay là Bà Dương, Giang Tây), Đàm Châu (nay là Trường Sa, Hồ Nam), Quảng Châu, Quế Châu (nay là Quế Lâm).
Cuối niên hiệu Nguyên Phong (1078-1085) của Tống Thần Tông, Tăng Bố được phục chức, đổi làm thượng thư bộ Hộ, nhưng khi Tống Triết Tông lên ngôi có Cao thái hậu nhiếp chính, ông lại bị cách chức.
Năm 1093, Cao thái hậu mất, Tống Triết Tông tự ra nắm quyền, Tăng Bố được phục chức Hàn lâm học sĩ, Đồng tri khu mật viện sứ.
Tăng Bố tích cực thi hành đường lối học thuyết Thiệu thuật (Thuật trị nước trong niên hiệu Thiệu Thánh), nhưng lại phản đối sự chấp chính của Chương Đôn và Lã Huệ Khanh.
Năm 1100, Tống Triết Tông mất, Tăng Bố kiến nghị với thái hậu lập em Triết Tông là Triệu Cát làm vua, tức là Tống Huy Tông. Do đó khi Huy Tông lên ngôi, Tăng Bố được thăng làm Hữu thừa tướng (gọi là Hữu bộc xạ). Lúc đó Tả thừa tướng Hàn Trung Ngạn nhu nhược nên mọi quyền hành trong triều đều do Tăng Bố quyết đoán.
Nắm quyền điều hành chính sự, Tăng Bố ra sức thi hành Thiệu thuật. Có lúc, Tăng Bố xóa nhòa ranh giới giữa 2 phe biến pháp (theo đường lối Vương An Thạch) và thủ cựu (theo đường lối Tư Mã Quang) bằng cách chủ trương điều hòa cả hai phái.

### Bị giáng chức
Tăng Bố và Hàn Trung Ngạn cũng tranh chấp quyền lực, Tăng Bố muốn có thêm vây cánh chống Hàn Trung Ngạn nên tiến cử Sái Kinh khi đó đang làm Đề cử tại Động Tiêu cung (Hàng Châu). Sái Kinh đồng thời có sự tiến cử của hoạn quan Đồng Quán (sủng thần của Tống Huy Tông) nên năm 1102 được Huy Tông cho làm Tri phủ ở phủ Đại Danh.
Nghe theo ý kiến của Tăng Bố, Tống Huy Tông thay đổi lập trường trung hòa giữa biến pháp (Vương An Thạch trước đây) và thủ cựu (Tư Mã Quang trước đây) sang quan điểm ngả hẳn theo biến pháp, do đó bãi chức Tả thừa tướng của Hàn Trung Ngạn. Tăng Bố muốn nắm trọn quyền hành, nhưng Tống Huy Tông lại triệu Sái Kinh về phong làm Thượng thư tả thừa.
Tăng Bố vốn chỉ muốn lợi dụng Sái Kinh, không muốn để họ Sái vào làm quan lớn trong triều. Còn Sái Kinh cũng chưa mãn nguyện với chức Thượng thư tả thừa, vì vậy hai người mâu thuẫn nhau.
Tháng 6 nhuận năm 1102, Tăng Bố định đề cử thông gia Trần Hựu Phủ làm Thị lang bộ Hộ, liền bị Sái Kinh phản đối vì tình riêng. Hai bên cãi cọ trước mặt Huy Tông. Không lâu sau Huy Tông bãi chức Tăng Bố ra làm Tri châu ở Nhuận Châu, và thăng Sái Kinh lên làm Hữu thừa tướng.
Sợ Tăng Bố quay lại trả thù, Sái Kinh vu cáo Tăng Bố tham ô và sai Tri phủ Khai Phong là Lã Gia Vấn bắt các con Tăng Bố tra tấn bắt khai nhận tội, nhưng họ một mực không thừa nhận cha mình tham ô. Sái Kinh bèn sai người đứng ra làm chứng giả để buộc tội Tăng Bố khiến Tăng Bố liên tiếp bị giáng chức.
Năm 1107, Tăng Bố bị giáng chức đi Nhuận Châu. Ông qua đời trên đường đi Nhuận Châu thọ 72 tuổi, được đặt tên thụy là "Văn Túc".